# چارمان استار
چارمان استار (انگلیسی: Charmane Star؛ زاده ۵ مهٔ ۱۹۷۹) بازیگر پورنوگرافی اهل ایالات متحده آمریکا است.